# Berlinkäfer
Der Berlinkäfer (Trogoderma angustum) ist ein Käfer aus der Familie der Speckkäfer, die als Vorratsschädlinge in Erscheinung treten. Die Gattung Trogoderma ist in Europa mit zehn Arten vertreten. Weltweit zählt man etwa sechzig Arten. Der Käfer kann in Europa ebenfalls als Schädling auftreten, und seine Larve kann Allergien hervorrufen.

## Bemerkungen zum Namen
Der Käfer wurde erstmals 1849 von Solier unter dem Namen Eurhopalus angustus beschrieben. Solier bearbeitete in dem von Gay herausgegebenen vielbändigen Werk über Chile das Kapitel über die Käfer. Die Beschreibung ist durch ein Kreuz ergänzt, womit bisher unbeschriebene Arten gekennzeichnet werden.  Der Käfer war nur aus Chile bei Santa Rosa (heute Los Andes (Chile)) und Copiapó bekannt. Der Käfer wurde jedoch um 1920 nach Europa eingeschleppt und in Deutschland anfangs hauptsächlich in Berlin gefunden. Dies erklärt den Namen Berlinkäfer. In der englischsprachigen Literatur wird der Käfer häufig Stockholm-Käfer genannt, weil er vermutlich aus Stockholm nach England eingeschleppt wurde.
Der lateinische Namensteil angustus, -a, -um des wissenschaftlichen Namens bedeutet 'eng', 'schmal'. Er spielt darauf an, dass die Art relativ schmal ist, während die Speckkäfer im Allgemeinen einen rundlicheren Körperbau haben. Der Gattungsname Eurhópalus ist von altgr. 'ρόπαλον', 'rhópalon' für 'Keule' zusammen mit der Vorsilbe 'ευ-', 'eu-' abgeleitet, was mit 'schön', 'gut', 'echt' wiedergegeben werden muss. Der Name erklärt sich in der Fühlerform, die in der Beschreibung durch Solier als eine längliche Keule bildend (clavam oblongam formantibus) beschrieben wird. Eurhopalus ist ein Synonym zu dem bereits früher definierten Trogodérma, was von  altgriechisch τρόγω trōgo, deutsch ‚ich nage‘ und δέρμα dérma, deutsch ‚Haut‘ abgeleitet ist und darauf Bezug nimmt, dass die Larven vieler Arten an alten Häuten (Felle, Leder) gefunden werden.

## Beschreibung des Käfers
| | |
| Abb. 1: oben Männchen von oben und vorn unten Weibchen von unten und seitlich Weibchen weniger stark vergrößert als Männchen | |
| | Abb. 2: Fühler, oben Weib- chen mit dreigliedriger Keule, unten Männchen mit fünf- gliedriger Keule                              |
| | Abb. 3: Schema Kopf blau: Facettenaugen rot: Einzelauge oker: Oberkiefer grün: Vorderrand Halsschild pink: Vorderrand Prosternum |

Die Länge des Käfers entspricht in der Regel dem Doppelten seiner Breite. Sie zeigen in Aufsicht einen geschlossenen Umriss. Sie sind rotbraun bis schwarzbraun mit einer Zeichnung aus grauweißen Haaren. Die Oberseite ist schwarz und weiß behaart. Auf Kopf und Brust sind schwarze und weiße Haare durchmischt, auf den Flügeldecken bildet die weiße Behaarung zwei gezackte Querbinden und einen Fleck am Ende jeder Flügeldecke. Männchen und Weibchen unterscheiden sich durch mehrere äußere Merkmale. Am Auffallendsten sind die Größenunterschiede. Während bei den Weibchen die Länge zwischen 3,2 und 4,0 Millimeter schwankt, messen die Männchen nur zweieinhalb bis drei Millimeter.
Der Kopf wird in Ruhelage untergebogen getragen und bis zu den Oberkiefern in die Vorderbrust zurückgezogen. Unterkiefer, Unterlippe, Kiefertaster und Lippentaster sind dann verdeckt, die Fühler in Fühlergruben zurückgezogen, was dem Gesicht ein maskenhaftes Aussehen verleiht (Abb. 3). Die Augen sind rundlich und stark gewölbt. Außer den zwei Facettenaugen sitzt auf der Stirn noch ein Einzelauge (rot in Abb. 3). Die elfgliedrigen Fühler (Abb. 2) enden beim Weibchen in einer dreigliedrigen länglichen Keule, die deutlich von der zierlichen Geißel abgesetzt ist. Auch die ersten beiden Glieder sind deutlich dicker als die folgenden. Beim Männchen sind die Geißelglieder dicker als beim Weibchen und gehen übergangslos in die Keule über, man kann eine fünfgliedrige Keule erkennen. In beiden Geschlechtern sind die Fühler im Basisbereich gelb, zur Keule hin dunkelbraun.
Der Halsschild ist vollständig gerandet. Er ist beim Männchen dicht, beim Weibchen fein und weitläufig punktiert.
Die Seiten der Vorderbrust haben gut abgegrenzte Fühlergruben, in die die Fühler eingelegt werden, wenn der Käfer inaktiv ist.
Die Vorderhüften sind voneinander getrennt und sie liegen quer zur Körperachse. Die Tarsen sind alle fünfgliedrig und schmal.

## Larve
Die Larve ist beige bis rötlich braun, mit Ringen aus kurzen und längeren hellbraunen Haaren und einigen sehr langen Haaren am Körperende. Die Fühler sind dreigliedrig, das zweite ist nicht wesentlich länger als die beiden anderen. Die Abgrenzung zu anderen Dermestidenlarven ist jedoch nur unter dem Mikroskop möglich. Abbildungen der Larve finden sich im Internet.
Die Larve kann Allergien hervorrufen.

## Biologie
Der Käfer kommt bei uns nur mit dem Menschen vergesellschaftet vor. Er ist besonders an das trockene Klima zentralbeheizter Wohnungen angepasst, man findet ihn jedoch auch in Vorratslagern, Museen, Sammlungen und Apotheken. Man kann die Art ganzjährig antreffen, am häufigsten kommt der Käfer jedoch im Frühjahr und Frühsommer vor. Da der Käfer dem Licht entgegenfliegt, findet man ihn häufig an Fensterbänken, wo er am Fensterglas abstürzt.
Der Käfer nimmt keine Nahrung auf. Die Larve ist extrem polyphag, sie frisst bevorzugt tote Insekten, aber auch Getreide, Getreideprodukte, Reis, Nüsse, Mandeln, pflanzliche Rückstände aus Ölgewinnung, Schokolade, Erbsen, Pollen, trockene Fleischwaren, Tierkadaver, Rohfelle, Tierhaare, Vogelfedern werden als Nahrungsquelle genutzt. Die Larven können jedoch auch lange Hungerperioden überleben.
Die Weibchen legen bis über fünfzig Eier bei Temperaturen zwischen 15 °C und 35 °C und bei einer Feuchtigkeit zwischen 5 % und 100 %. Im Experiment wurde die höchste Anzahl abgelegter Eier bei 25 °C und 20 % relativer Luftfeuchtigkeit erreicht. Die Eier werden locker in das Substrat abgelegt. Es entwickeln sich jedoch nicht alle Eier vollständig, insbesondere in den Randbereichen von Temperatur und Feuchtigkeit kommt es zu Schlupfstörungen. Die Entwicklungszeit vom Ei bis zum fertigen Käfer dauert bei 20 °C und geeignetem Futter siebzehn bis einundzwanzig Wochen, bei 25 °C neun bis fünfzehn Wochen, bei ungünstigen Bedingungen kann sie jedoch bis zu zwei Jahren umfassen. Im gemäßigten Klima ist mit nur einer Generation pro Jahr zu rechnen.

## Trogoderma angustumals Schädling
Die Larve von Trodogerma angustum ist sowohl ein Materialschädling als auch ein Vorratsschädling, der besonders in Insektensammlungen, in Museen und in Apotheken schädlich werden kann.
Von den traditionellen Bekämpfungsmethoden mit Insektiziden ist man wegen der unerwünschten Nebenwirkungen weitgehend abgekommen. Mit der Bekämpfung durch Erhitzung oder Abkühlung kann man leicht gute Erfolge erzielen, da das Weibchen unter 10 °C keine Eier mehr ablegt. In einer Versuchsreihe wurden bei einer Abkühlung auf −19 °C nach  genügend langer Zeit 91 % der Larven abgetötet. Andrerseits wurde nachgewiesen, dass die Art in der Gemäßigten Zone überwintern kann.
Zur biologischen Bekämpfung hat man die parasitische Plattwespe Laelius pedatus untersucht. Ein Wespenweibchen kann durchschnittlich 52 Larven von Trogoderma angustum lähmen. In ungefähr dreißig der gelähmten Tiere werden Eier abgelegt. Parasitierte Tiere sterben zu 100 %, gelähmten Larven sterben innerhalb drei Wochen zu 100 %.
Eine weitere Bekämpfungsmethode besteht darin, in den gefährdeten Sammlungsstücken den Sauerstoff zu reduzieren, indem man ihn durch Begasen mit Stickstoff oder Kohlendioxid ausdünnt. In Versuchsreihen konnten bis zu 100 % der Tiere abgetötet werden.
Heute wird empfohlen, die Dichte des Befalls durch Monitoring zu verfolgen und entsprechend die Räumlichkeiten in verschiedene Zonen (risk zones) mit verschiedenen Modalitäten der Bekämpfung aufzuteilen.

## Verbreitung
Die Funddaten zur Art belegen, dass sich der Käfer vermutlich von Chile aus über fast die ganze Welt verbreitet hat. In Chile wurde er 1849 beschrieben. In Europa wurde er erstmals 1921 in Stettin festgestellt, wo er 1921 und 1922 häufig gefunden wurde, 1923 und 1924 nur noch vereinzelt, in den Folgejahren jedoch nicht mehr. Da das in Polen gelegene Stettin 1921 noch zu Deutschland gehörte, findet man in der Literatur die beiden Lesearten, dass der Käfer in Europa erstmals in Polen auftrat oder, dass der Käfer in Europa erstmals in Deutschland gefunden wurde.
In den dreißiger Jahren des 20. Jahrhunderts war die Art in Berlin verbreitet, es wird geschätzt, dass der Käfer in circa 80 % der Altbauten aus der Kaiserzeit zu finden war (Name Berlin-Käfer). Er tauchte damals auch in Hamburg auf.
In den Vereinigten Staaten wurde die Art mehrmals an neuer Stelle gefunden, vielleicht kam der Käfer aus den USA nach Europa. In den USA verschwand er jedoch auch immer wieder und gilt nicht als eingebürgert. 1940 wurde die Art erneut in Polen gefunden. Eventuell handelte es sich dabei auch um eine andere Art, aber 1979 wurde der Käfer sicher wieder in Polen diagnostiziert. 1976 wurde er aus den Niederlanden gemeldet, die ältesten Funde aus der Schweiz stammen von 1979. In Hessen wurde der Käfer erstmals  1975 registriert. Die Erstmeldung aus Bayern stammt aus dem Jahr 1980. 1983 erfolgte die Erstmeldung aus Belgien. 2001 wurde er aus England gemeldet, 2006 aus Lettland, 2012 aus Belgien. Laut Fauna Europaea kommt der Käfer heute in  Dänemark, Deutschland, Finnland, Frankreich, Großbritannien, Italien, Lettland, Norwegen, den Niederlanden, Österreich, Polen, der Slowakei, Schweden, Tschechien, Ungarn und dem Europäischen Russland vor.
1982 wurde die Art neu aus Argentinien gemeldet, 2004 aus Thailand, 2007 aus Pakistan. Außerdem ist sie aus Peru, Indien, Neuseeland, Kanada und Afrika bekannt. Man kann den Käfer zu den Kosmopoliten zählen, er ist jedoch wesentlich weniger stark verbreitet als der Khaprakäfer Trogoderma granarium.